# Хольк
Хольк, хулк, халк — североевропейское парусное судно X—XVI веков. В современном толковании термин неоднозначный и может означать как весьма разные суда (в разные периоды), так и скорее своеобразную уникальную технологию, нежели судно определённых параметров.
Чаще всего, особенно в русскоязычных изданиях, под хольком подразумевают североевропейское судно XV—XVI веков, более крупное, чем когг, сменившее его в XV веке как торговое судно североевропейских морей. Имел три мачты с прямыми парусами на фоке и гроте и латинским на бизани. Грузоподъёмность составляла порядка 400 тонн.
Однако, термин «hulc» упоминается по крайней мере с X века и тогда это было совсем другое судно — одномачтовое, с одним прямым парусом, меньшего размера.
Современные археологи термин «хольк» (англ. hulk, hulс) применяют к судам, корпус которых сделан по определённой  своеобразной технологии, нежели к судам какого то типа, размера или парусного вооружения.

## Написание в русском языке
Сейчас чаще используются англоязычные источники с написанием данного термина как «hulk» (исторически «hulc»), что правильно произносить как «халк» ([hʌlk]), однако часто название транслитерируют как «хулк». Но, так как этот термин пришёл в русский язык из голландского (нидерл. holk) или, скорее, немецкого языка (нем. holk) — как тип судов Ганзейского союза, то в словарях приводится в первую очередь как «хольк» (правильное произношение с немецкого). Такое словарное написание логично считать более традиционным.
Возможно, стоило бы разделить немецкий (ганзейский) хольк (нем. holk), относящийся к XV—XVI векам, и английский (англосаксонский, средневековый) хулк или точнее халк (англ. hulk, hulс), относящийся к X—XIV векам. Но это может внести ещё бо́льшую путаницу.

## Этимология
Происходит, вероятно, от древненидерладского hulke и позднелатинского hulcus, которые, вероятно, изначально восходят к греческому holkas — «торговое судно» или буквально «буксируемое судно» от греческого helkein — тянуть (восходящее к протоиндоевропейскому корню *selk — тянуть, тащить).
Следует отметить, что в англосаксонском языке, имевшем распространение на территории Англии в V—XII веках, «hulc» означает «пустотелый», «пустота», «полость», «впадина».
Иногда можно встретить этимологию «от англ. hulk — большое неповоротливое судно», но такое происхождение не выглядит убедительным, так как подобное трактование слова «hulk» в английском языке появилось позже — с XIV века «большой, неповоротливый (человек)» (см. известный ныне Халк); с XVII века «корпус старого списанного судна, дебаркадер». Корни же этих определений могут как раз восходить к понятию большого транспортного судна средних веков. 

## История
Первые сохранившиеся упоминания холька встречаются в английских грамотах 1000 и 1030 годов, где термин «hulc» используется для обозначения судов, отличных от судов типа «кииле» («keel», «ceol» — длинных быстроходных судов близких по конструкции к драккарам). Однако изображения судов, конструкция которых сейчас ассоциирована с термином «hulc» встречаются и раньше. 
Единственное сопоставление изображения термину «hulc» средневекового периода (XI—XIII веков) — печать города Нью-Шорхэма (ныне Шорхэм-бай-Си), датируемая 1295 годом.. На печати изображено судно с корпусом в форме полумесяца или банана, с обшивкой, идущей параллельно верхнему и нижнему краям корпуса и сходящейся в основаниях фор- и ахтеркастлей. Легенда на печати гласит — hoc hulci singno vocor os sic nomine digno (лат.) — «эта печать холька удостоверяет имя Устья», эта надпись ссылается на более старое название Шорхэма — Hulksmouth. Судно, изображенное на печати отличается от изображений судов типа «киль», запечатленных, например, на печатях городов Союза Пяти портов того же периода и от изображений коггов с печатей многих других городов, но не являются уникальным. Суда подобной конструкции встречаются и в других источниках — на печатях Кингстона-апон-Халл (ок. 1300 г.), Амстердама (1350 г.), Саутхэмптона (XIII век), Висмара (1250 г.), Парижа, Адмиралтейского суда Бристоля и других. Изображение судна подобной конструкции присутствует на купелях Зеделгемского и Уинчестерского соборов, сделанных из Турнейского мрамора во Фландрии (ныне территория Бельгии) около 1180 года. Также изображения подобных судов можно найти на иллюстрациях манускриптов, в частности, хроник Иоанна Вустерского (1118—1140 гг.).
Более древние следы судов подобной конструкции находятся на континентальном побережье Ла-Манша, западнееРейна — на территориях современной Франции, Бельгии, Нидерландов — в исторических землях Булонь, Дорестад, Фландрия, римские Белгика и Лугдунская Галлия. 
Так, вышеупомянутые купели Зеделгемского и Уинчестерского соборов с изображениями хольков были сделаны около 1180 года из Турнейского мрамора, который добывался на берегах реки Шельды во Фландрии (ныне территория Бельгии). Хорошо известны дорестадские монеты IX века (чеканившихся в 814—840 годах) с характерными изображениями судов различных типов — подобных драккарам, подобных коггам и подобных судам типа «хольк». Причём, дорстадские монеты являются копиями более ранних монет эмпория Квентовик.
В 1930 году в Утрехте, расположенном недалеко от исторического Дорестада, археологами были обнаружены остатки плоскодонной речной лодки, верхняя часть обшивки которой сделана по технологии похожей на изображения хольков — так называемая Утрехтская лодка. Лодка датируется XI веком. В 1974 в том же районе была обнаружена ещё одна подобная лодка также XI века. Из-за схожих черт конструкции обшивки иногда эти лодки называют «протохольком», хотя они очень далеки от парусных морских судов — лодки были речными, скорее всего буксируемыми баржами, и наследовали конструкцию римских речных барж (см. этимологию «хольк»).
Много изображений холька встречается во Франции — несколько парижских печатей, упомянутые выше Булонские монеты, миниатюры хроник. 
Изображения лодок и судов подобной конструкции широко распространены и в Средиземноморье, в первую очередь в Италии — лодка и трёхмачтовое судно на мозаике в Соборе Святого Марка в Венеции (конец XIII века), два нефа на барельефе в Пизанской башне, изображения нефов в тетради Канала (итал. Zibaldone da Canale) (XIV век) и другие.
Учёные делают вывод, что в доганзейский период хольк был мореходным судном, которое использовалось для сообщения континентальной Европы и Англии через Ла-Манш. Далее развитие холька шло параллельно развитию когга, который, в свою очередь, был распространён, как минимум с X века, к востоку от Рейна, и стал основным судном северных морских городов в период становления Ганзейского союза в XII—XIII веках. 
В конце XIV века ганзейским купцам потребовалось более вместительное, более приспособленное для длинных морских переходов судно, чем когг, тогда было обращено внимание на хольк, распространённый к западу от Ганзы. С конца XIV века появляются изображения судов комбинированной — между хольком и коггом — конструкции. На одной из печатей Данцига (ныне Гданьск) 1400 года (по другим данным 1350 года) изображено судно, имеющее черты как холька («бананообразная» обшивка в районе форштевня), так и кога (прямая обшивка на корме). В письменных документах Данцига это судно записано как «хольк», что демонстрирует этап развития холька в тот период.
Именно на хольке (hulque) отправился в 1413 году в крестовый поход морским путём фламандский рыцарь и дипломат Жильбер де Ланнуа, оставивший записки с интересным описанием Великого Новгорода и Пскова.
В середине XV столетия хольк полностью заменил когг в качестве основного судна Ганзейского союза. В свою очередь, в XVI веке его заменили галеоны, флейты, пинасы и другие более современные типы судов. В поздний период термин хольк в значении «крупное торговое судно» мог быть применён к судам другого типа. Так, известна гравюра Питера Брейгеля Старшего, датированная 1565 годом, судно на которой названо хольком — «Голландский хольк и буер» — хотя конструктивно, в современном понимании, судно является караккой, галеоном или даже флейтом (с учётом более позднего (чем 1565 год) появления термина «флейт» — переходная конструкция от галеона к флейту).

## Конструкция корпуса
Нет ни одного дошедшего до нашего времени археологического доказательства существования мореходных судов с обшивкой, соответствующей средневековым изображениям хольков. Но на основе имеющихся изображений был сделан вывод о своеобразной конструкции корпуса этого судна: концы поясов обшивки корпуса не упирались в штевни — каждый пояс обшивки шёл параллельно килю, закругленным штевням и параллельно предыдущему поясу, концы же поясов обшивки сходились только в районе кастлей или носовых и кормовых фигур. Такая конструкция, напоминающая корзину, позволяла увеличить внутренний объём судна. Киль и штевни не были прямыми, как у коггов, а закруглялись подобно штевням драккаров.
На основе деталей некоторых изображений (иллюстрация в хронике Иоанна Вустерского, барельеф на купели Уинчестерского собора, печать Адмиралтейского суда Бристоля и другие) — расположение шляпок гвоздей, наклон досок обшивки — можно сделать вывод, что корпус средневекового холька изготовлялся по технологии так называемого «обратного (или „реверсивного“) клинкера». При «обратном клинкере» верхний край нижней доски обшивки корпуса накладывается внахлёст на нижний край выше расположенной доски обшивки (нижняя на верхнюю) — в отличие от гораздо более распространённого «прямого клинкера» — когда нижний край верхней доски накладывается на верхний край нижней доски обшивки (верхняя на нижнюю).
Эти особенности конструкции:
1. взаимопараллельные пояса обшивки, которые торцевыми концами не примыкают к штевням, а поднимаются вверх и сходятся в основании кастлей или носовой и кормовой фигуры, формируя объёмный корпус в виде «корзинки»,
2. «обратный клинкер»,
3. изогнутые (в отличие от прямых у когов) штевни

— определяют тот образ, который современные историки судостроения ассоциируют с термином «hulk» (исторически «hulc»), относящемуся к средневековому периоду (X—XIV века).
Зубцы на кастлях (носовой и кормовой башнях) на многочисленных изображениях свидетельствуют о том, что хольк не был сугубо торговым судном, но был готов и к морским сражениям, что, впрочем, характерно для всех крупных торговых кораблей средневековья — коггов, каракк и др.
В Северной Европе в Средние века суда (в том числе драккары, кнорры, когги и хольки тоже) строились не каркасным способом — сначала киль и шпангоуты, потом обшивка структуры, а наоборот — сначала скреплялись между собой пояса обшивки, а потом они укреплялись изнутри шпангоутами. В том числе поэтому применялась клинкерная обшивка (внахлёст), вместо применявшейся в Средиземноморье и на Иберийском полуострове карвельной обшивки (встык). 
Одной из основных проблем при строительстве деревянного корабля было как изогнуть и подогнать на нужное место прямую плоскую доску, и как обеспечить надежное водонепроницаемое соединение торцов досок обшивки с штевнями. При традиционной обшивке (как у когга, например), из-за полноты корпуса, доски обшивки необходимо сужать к носу и корме и подвергать скручиванию, особенно для нижних поясов обшивки. Конструкция холька же позволяет сократить скручивание нижних поясов обшивки и снимает проблему крепления торцов досок обшивки к штевням. При такой конструкции нос и корма не могут быть такими же острыми как при килевой конструкции, но с другой стороны, увеличивается внутренний объём судна. Обратный клинкер же, когда нижний пояс обшивки накладывается на верхний необходим, чтобы сократить сопротивление потоку воды (при обычном клинкере - верхний на нижний) и не провоцировать протечки через места соединения поясов.
Хольки с их своеобразной конструкцией корпуса исчезли, когда североевропейские кораблестроители освоили более прогрессивную технологию каркасного строительства больших кораблей с обшивкой вгладь — кравеель.